# 下曼塞拉
下曼塞拉（西班牙語：Mancera de Abajo）是西班牙卡斯蒂利亚-莱昂萨拉曼卡省的一个市镇。 总面积24平方公里，总人口353人（2001年），人口密度15人/平方公里。